# Cape Fullerton
Cape Fullerton är en udde i Kanada.   Den ligger i territoriet Nunavut, i den östra delen av landet, 2 200 km norr om huvudstaden Ottawa.
Terrängen inåt land är mycket platt. Havet är nära Cape Fullerton åt sydost. Trakten är glest befolkad. Det finns inga samhällen i närheten.